# БМЕ-1015 «Хаски»
БМЕ-1015 «Ха́ски» — белорусский плавающий вездеход на шинах сверхнизкого давления.
Снегоболотоход БМЕ-1015 предназначен для передвижения по бездорожью, воде на открытых и покрытых льдом водоемах и заболоченным территориям.
Первоначально вездеход назывался Hunta. В апреле 2016 г по результатам конкурса вездеход получил новое название для российского рынка — «Хаски».

## Особенности конструкции
Кузов снегоболотохода изготовлен из стеклопластика и имеет конструкцию типа «сэндвич» с внутренним запениванием для обеспечения тепло- и шумоизоляции салона. Жесткость кузова определяют его конструкция и внутренние металлические закладные. В крыше имеется больший откидной люк.
На вездеходе применяются шины сверхнизкого давления БЕЛ-192 «БМЕ» размером 1400×750-610, производства «Белшина». В зависимости от дорожных условий можно увеличить или снизить давление, соответственно уменьшить или увеличить пятно контакта шины с поверхностью. Регулировка давления осуществляется из кабины.
На «Хаски» используется два типа двигателя: вазовский бензиновый мотор объемом 1,7 л (81 л. с.) или итальянский 1,9-литровый турбодизель выдающий 95 л. с. На вездеход устанавливается 5-ступенчатая механическая коробка передач. Присутствует раздаточная коробка с высшей и низшей передачами и блокируемым межосевым дифференциалом. Привод — постоянный полный с возможностью ручной блокировки. Подвеска всех колёс — независимая. Чтобы снять нагрузку с агрегатов трансмиссии, на колесах дополнительно установлены редукторы с понижающим числом 3,9.
Движение по воде осуществляется за счет вращения колес, опционально на снегоболотоход может устанавливаться гребной винт с приводом от двигателя. С гребным винтом скорость движения по воде достигает 8 км/час. Изменение направления движения осуществляется передними колесами.
Вездеходы «Хаски» продаются в Белоруссии и России, также они поставляются в Арабские Эмираты, Канаду, Монголию и некоторые страны Африки.
В 2023 году компания МАЗ-МАН представила на российском рынке обновленную версию вездехода под названием БТБ-200. Впрочем конструкция и параметры нового вездехода не сильно отличаются от старого.

## Технические характеристики
- Габаритные размеры (Д×Ш×В), мм: 4500×2500×2650
- Колесная база, мм: 3100
- Клиренс, мм: 660
- Снаряжённая масса, кг, не более: 2300
- Полная масса, кг, не более: 3300
- Грузоподъёмность, кг, не более: 1000
- Грузоподъёмность на плаву, кг, не более: 700
- Двигатель: Fiat CMD GN 199AT, ВАЗ 21214-1000260
- Максимальная скорость, км/ч: 70
- Минимальный радиус поворота, м: 2
- Максимальный угол преодолеваемого подъёма, град: 40
- Максимальная высота преодолеваемого порога, м: 0,6
- Размер шин, мм: 1400×750-610
- Давление воздуха в шинах, бар: 0,1 – 0,5
- Удельное давление на грунт, кг/см², не более: 0,15
- Количество мест: 6 – 8
- Количество спальных мест: 2
- Полная масса буксируемого прицепа, кг, не более: 1500

## Галерея

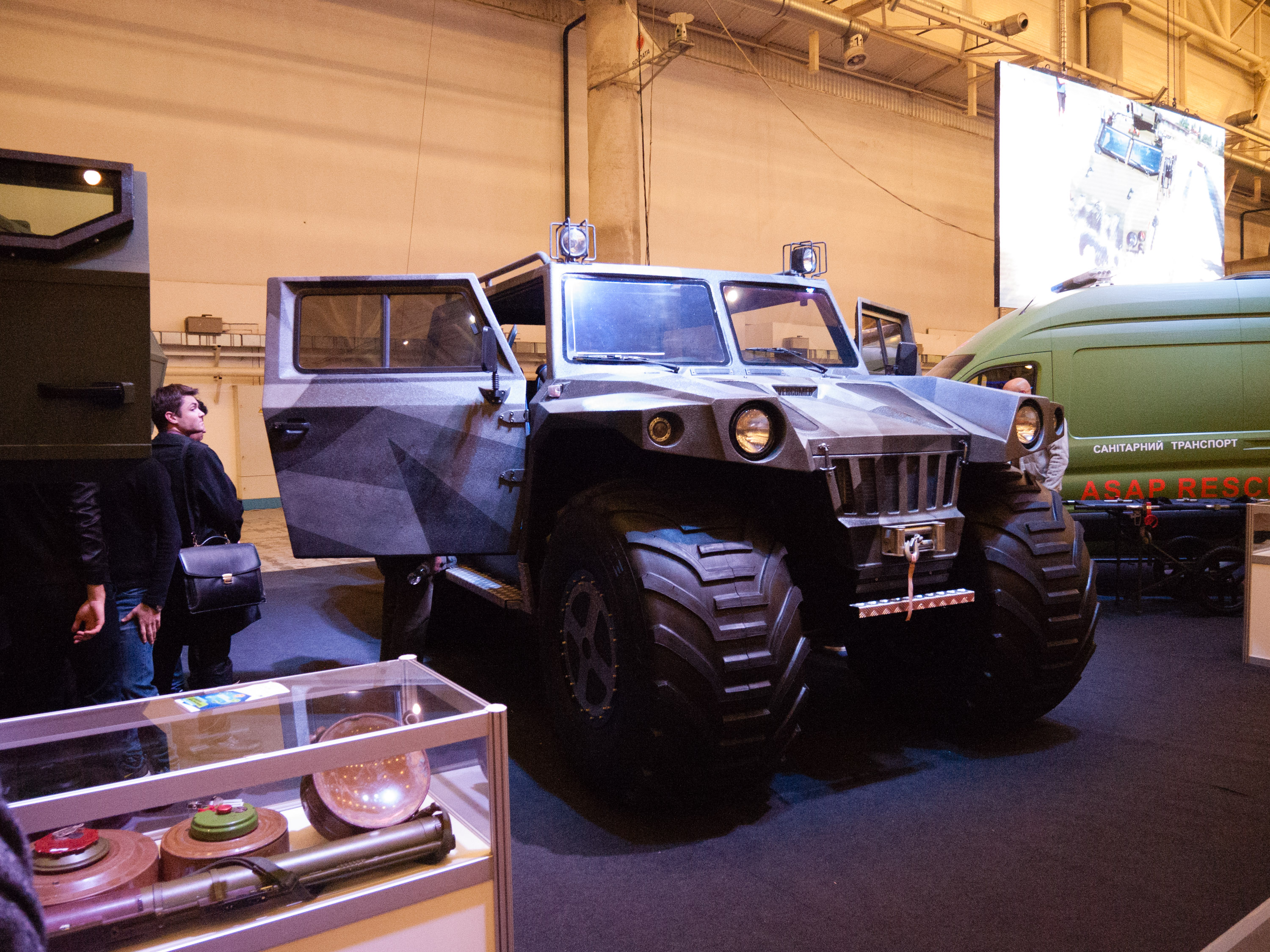
Европейская модификация
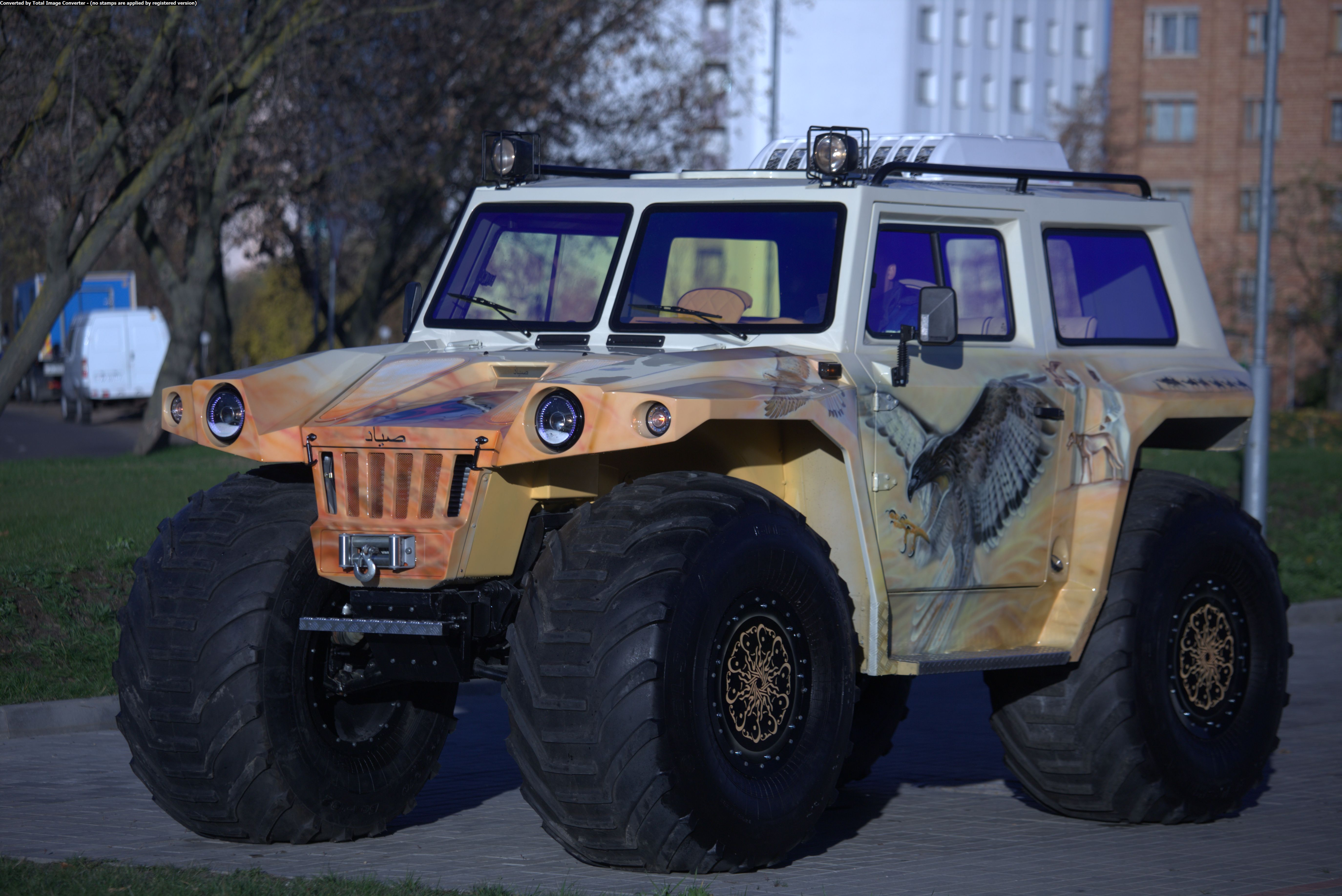
Модификация для арабских стран